# Elena Bashir
Elena Bashir es una lingüista estadounidense y profesora titular del Departamento de Lenguas y Civilizaciones del Sur de Asia de la División de Humanidades de la Universidad de Chicago. Estudia lenguas de Pakistán y de la parte más amplia del noroeste del sur de Asia, y ha publicado un extenso trabajo lingüístico sobre las lenguas dárdicas, hindko, saraiki, balochi, brahui, wakhi e indostaníco, entre otras lenguas de la región. Bashir también enseña urdu.
Bashir recibió su doctorado. en lingüística de la Universidad de Michigan en Ann Arbor en 1988. Su tesis se tituló "Temas de la sintaxis de Kalasha: una perspectiva areal y tipológica".
Bashir forma parte del consejo de administración del Instituto Americano de Estudios sobre Afganistán y ha estado en el consejo asesor del Journal of Urdu Studies.

## Investigaciones
Gran parte del trabajo de Bashir se ha centrado en las lenguas dárdicas. Escribió su tesis y varios artículos relacionados sobre el idioma kalasha. Sus análisis de la gramática Kalasha, basados en textos y su propio trabajo de campo, han incluido la discusión de las relaciones tipológicas y genéticas de Kalasha con khowar y las lenguas indoarias e iraníes más amplias.
Bashir y el lingüista Hans Henrich Hock fueron editores del libro de 2016 The Languages and Linguistics of South Asia: A Comprehensive Guide, parte de la serie The World of Linguistics de Walter de Gruyter

## Trabajos
- — (1989). Topics in Kalasha Syntax: An Areal and Typological Perspective (Tesis). hdl:2027.42/161898.
- — (2003). «Dardic».  En Georga Cardona; Dhanesh Jain, eds. The Indo-Aryan Languages. Routledge.
- — (2006). «Evidentiality in South Asian languages». Proceedings of the LFG06 Conference, Workshop on South Asian Languages.
- — (2009). «Wakhi».  En Gernot Windfuhr, ed. The Iranian Languages. Routledge.
- — (2010). «Traces of mirativity in Shina». Himalayan Linguistics 9 (2).
- —; Conners, Thomas J. (2019). A Descriptive Grammar of Hindko, Panjabi, and Saraiki. De Gruyter. ISBN 978-1-61451-296-7.